# Sankta Birgittas kloster
Sankta Birgittas kloster Pax Mariae, även kallat Sankta Birgittas abbedi, är ett romersk-katolskt birgittinerkloster i Vadstena. Klostret tillhör den medeltida grenen av orden, vilket innebär att den baseras på heliga Birgittas klosterregel från 1300-talet. Systrarna lever i huvudsak inom klausur, men driver ett gästhem inom klostret; kyrkan är också öppen för allmänheten.

## Historik

### Det medeltida klostret
Det medeltida klostret kom till genom heliga Birgittas visioner, och tack vare att kung Magnus Eriksson och drottning Blanka av Namur testamenterade byggnader och mark 1346–1347. Birgitta planerade och ritade klostret; hennes planer på en ny orden godkändes av påven 1370 och klostret kunde invigas 1384. Då hade så väl Birgitta som hennes dotter Katarina Ulfsdotter redan avlidit.  
Genom påvlig bulla fick klostret befogenhet att utfärda avlat, vilket lade en ekonomisk grund för klosterbygget. Enligt Birgittas instruktioner skulle klostret bestå av 60 systrar och 25 bröder, varav åtta lekbröder. Hela klostret var underställda klostrets abbedissa, som utsåg en priorissa eller priorinna för den dagliga ledningen av nunnorna och en generalkonfessor för bröderna. Syftet med ett dubbelkloster var troligen att säkra nunnornas behov av präster för bikt och mässor, men kontakten mellan nunnor och munkar var strikt begränsad.  
Under 1400-talet kom klostret att gynnas av kungahuset och adeln, och blev snart både Sveriges främsta andliga centrum och landets största jordinnehavare. Vadstenamunkarna fick stor betydelse som biktfäder och predikanter, och klosterfolket tillverkade både religiösa och sekulära handskrifter och hade ett stort bibliotek. Klostret var också moderkloster för Birgittinerordens övriga kloster.  
Reformationen inleddes på allvar i Sverige 1527, och en långsam avveckling av svenska kloster påbörjades. Nya noviser begränsades, klostrens tillgångar konfiskerades, munkar och nunnor tilläts att lämna klostren och att gifta sig. Tack vare sin starka ställning hos adeln fanns Vadstena kloster kvar längre än övriga svenska kloster, och under den katolskt sinnade Johan III och hans drottning Katarina Jagellonica levde klostret tillfälligt upp igen.  
Den kvinnliga klosterdelen bestod till och med år 1595, då den stängdes på order av hertig Karl som saknade sin brors katolska intresse.  

### Vilohemmet (1930-talet)

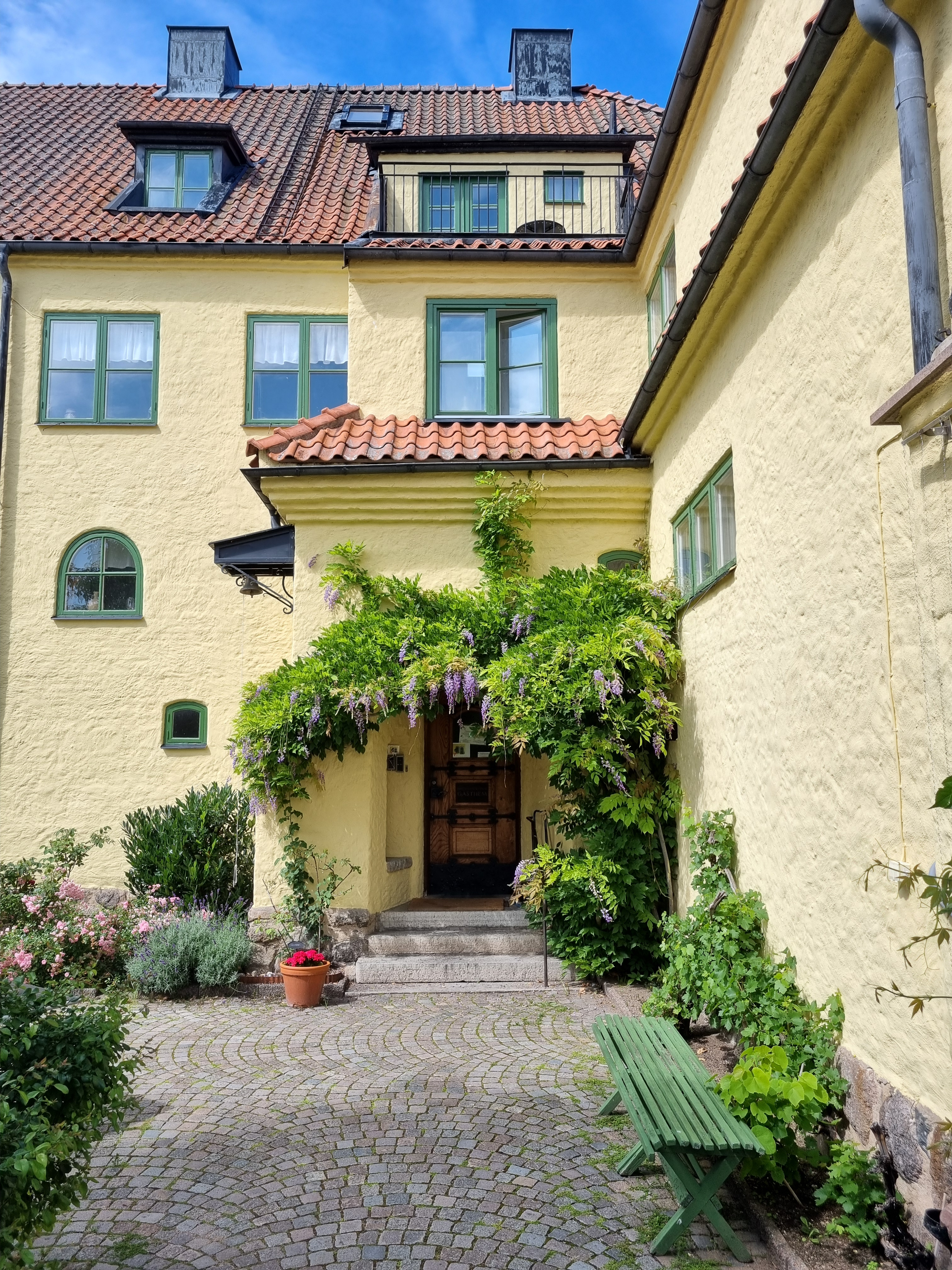
Klostrets gästhem.

I början av 1900-talet fick den svensk-amerikanska nunnan Elisabeth Hesselblad en vision att återupprätta birgittinerorden i det så kallade Birgittahuset vid Piazza Farnese i Rom, som vid den tiden sköttes av Karmelitorden. Hon inträdde i Karmelitorden 1906, men avla ordenslöftena i birgittinerordens dräkt. En ny kommunitet bildades i Birgittahuset, och utgör moderhus i en ny romersk birgittinsk kongregation.
Den romerska grenen av orden började sprida sig och i Sverige etablerade verksamhet i Vadstena, Djursholm och Falun. Kommuniteten i Vadstena drev ett vilohem i egen regi fram till 1963. Medan Birgittasystrarna i Djursholm utvecklades till ett regelrätt kloster med egen priorinna fortsatte Birgittagården i Falun under ledning av en superior.

## Det nya klostret
Det vilohem som den romerska grenen av Birgittinerorden upprättat i Vadstena 1935 blev från och med 1963 ett underkloster till klostret Maria Refugie i Uden, Nederländerna, av den medeltida grenen. Fyra nunnor skickades från Maria Refugie för att ta över verksamheten.
En ny klosterkyrka planerades och byggdes i anslutning till kloster och gästhem. Kyrkan färdigställdes 1973. År 1988 blev Pax Mariae ett självständigt priorinnekloster och från och med 1991 är det ett abbedisskloster med namnet Pax Mariæ.

## Klosterkyrkan

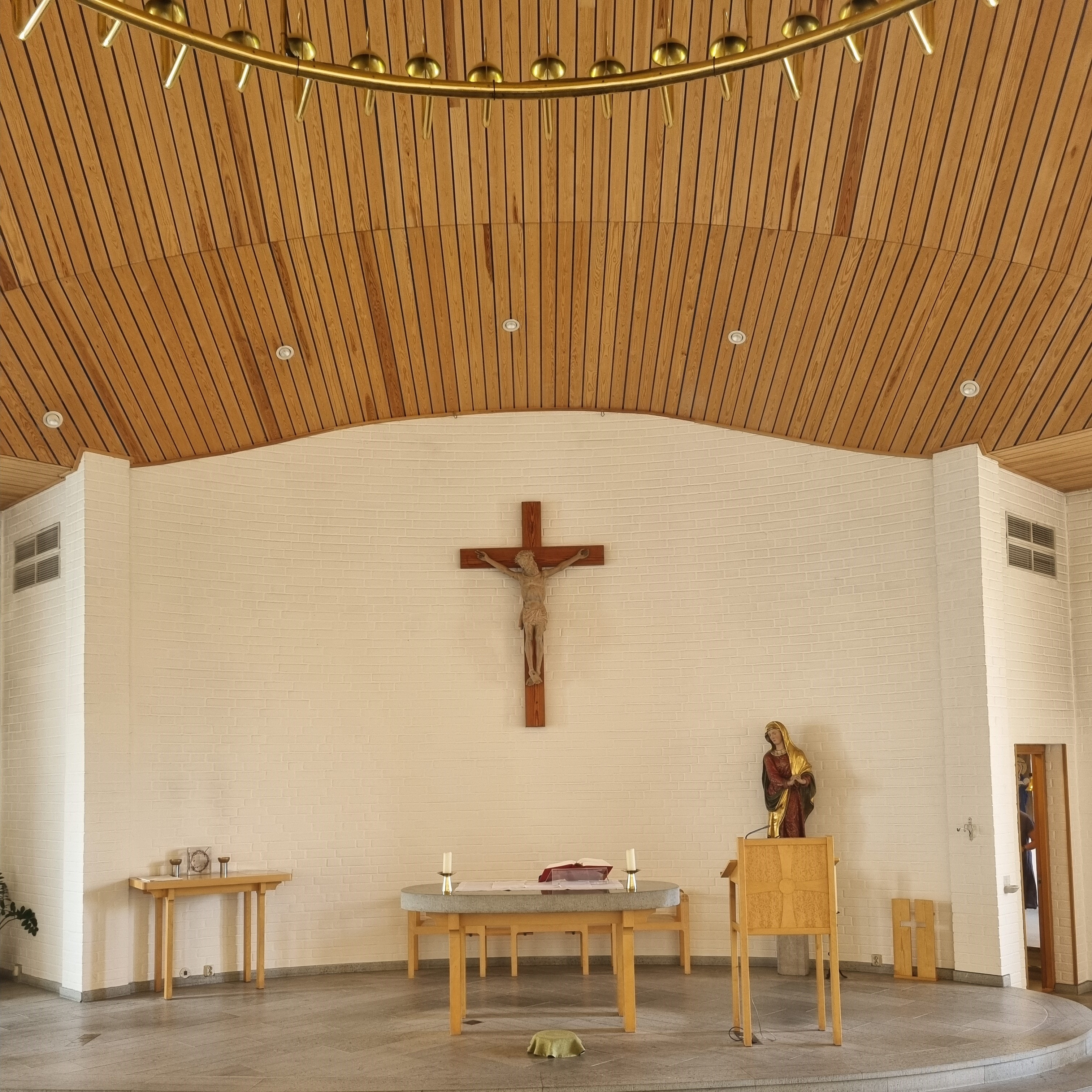
Klosterkyrkans kor.

Kyrkan byggdes 1973 och ritades av arkitekten Karl-Göran Eklund. 

### Orgel
Den nuvarande mekaniska orgeln byggdes 1973 av Reinhard Kohlus, Vadstena.
| Manual            | Pedal         | Koppel  |
| Gedacht 8' B/D    | Subbas 16'    | Man/Ped |
| Fugara 8' B/D     | Gedachtbas 8' |         |
| Principal 4' B/D  | Kvintadena 4' |         |
| Rörflöjt 4' B/D   |               |         |
| Blockflöjt 2' B/D |               |         |
| Nasat 1 1⁄3' D    |               |         |
| Sifflöjt 1' D     |               |         |
| Sesquialtera II D |               |         |
| Mixtur III B/D    |               |         |
| Dulcian 8' B/D    |               |         |
| Tremulant         |               |         |

## Galleri

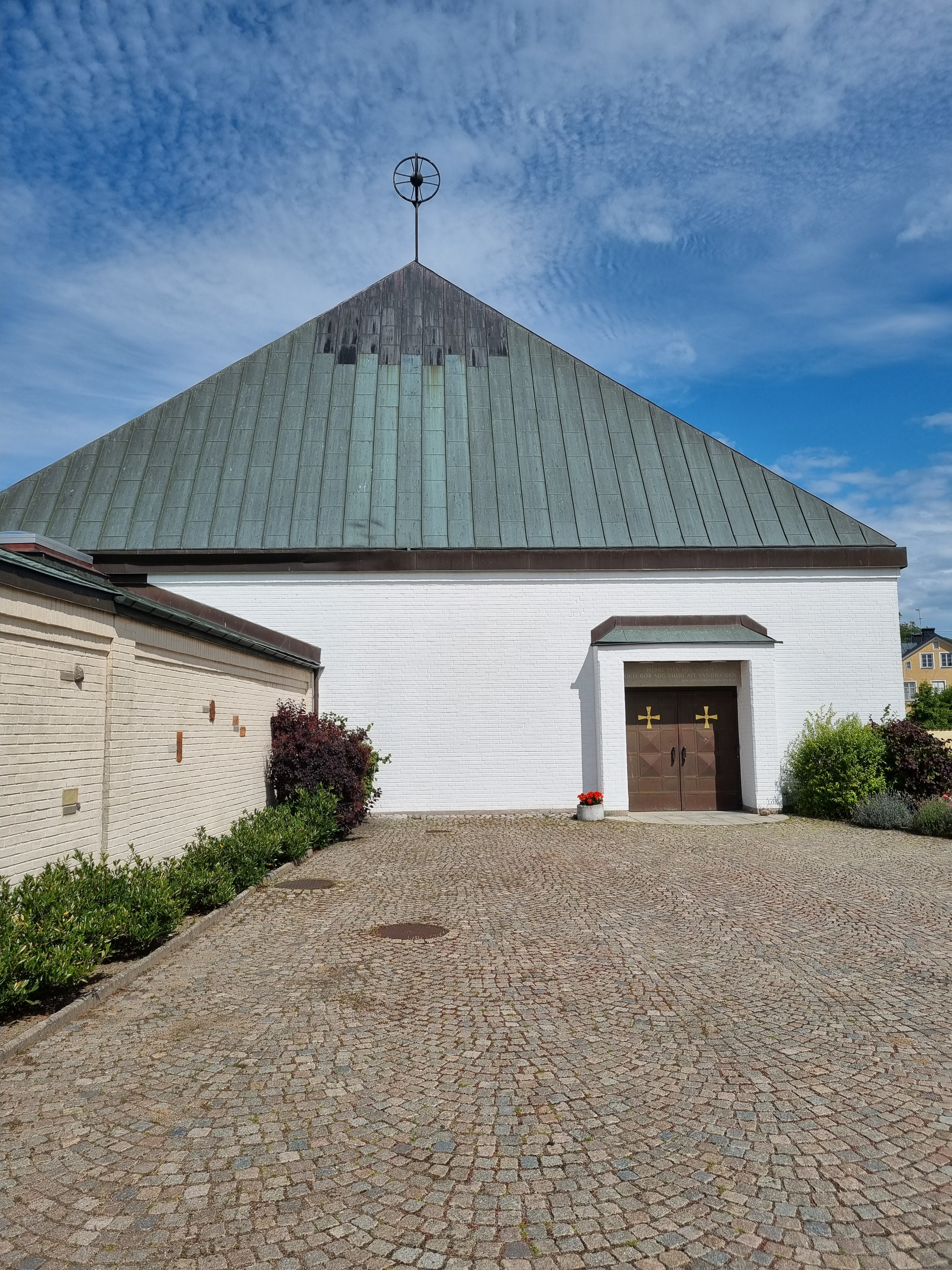
Klosterkyrkan, med klostermuren till vänster.
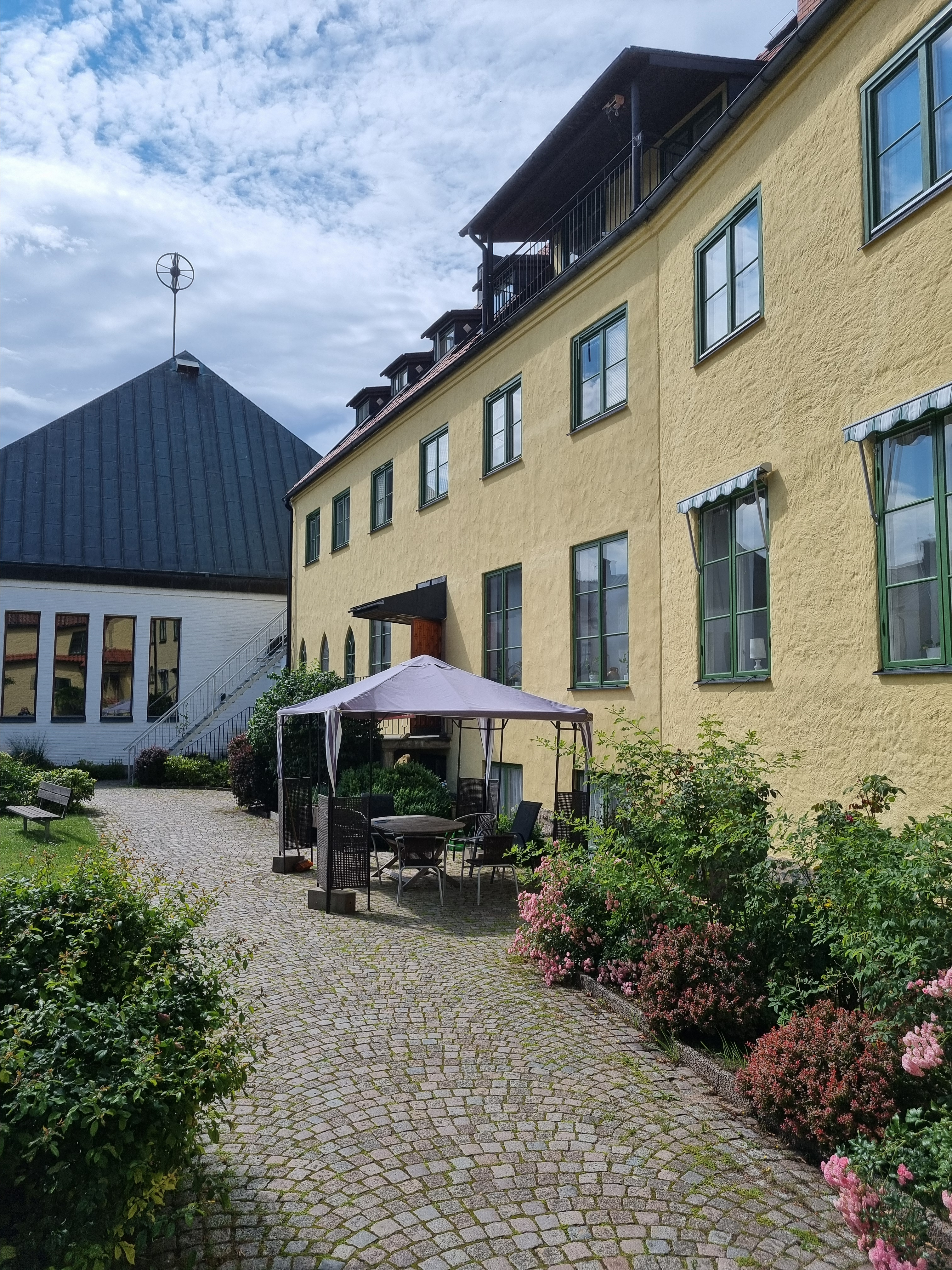
Klostrets gästhem, butik och trädgård (förgrunden) samt klosterkyrkan (bakgrunden).
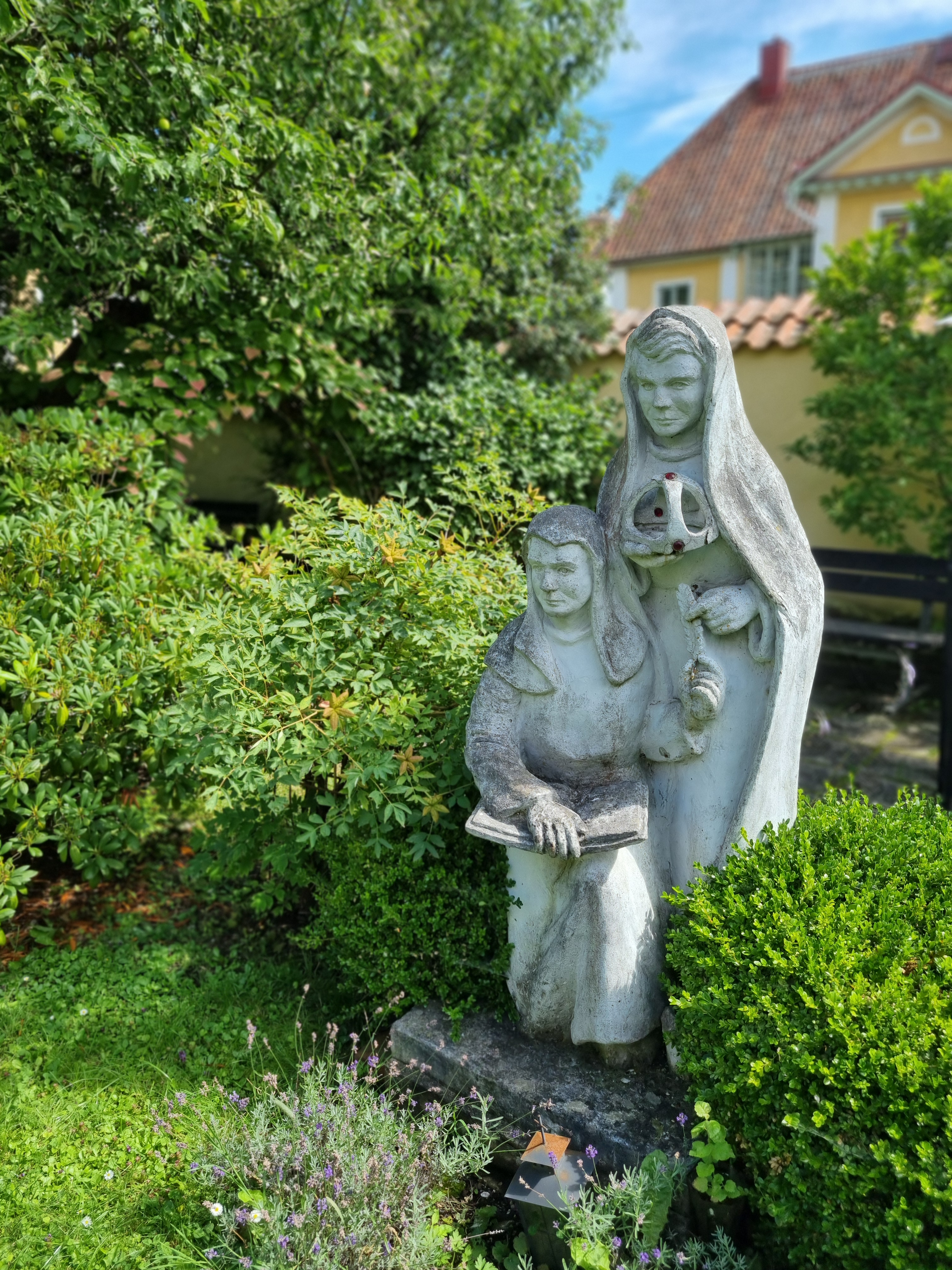
Staty i gästhemmets trädgård.